# Província d'Alger
La província o wilaya d'Alger (àrab: ولاية الجزائر, wilāyat al-Jazāʾir) és una província o wilaya d'Algèria derivada de l'antic Département Français d'Alger. Té una població de 2.562.000 habitants i la seua capital administrativa és Alger.